# Zoetermeer
Zoetermeer (phát âmⓘ) là một thành phố ở phía tây Hà Lan, trong tỉnh Zuid-Holland. Đô thị này có diện tích 37,06 km² (trong đó 2,15 km² là diện tích mặt nước). Đến cuối thập niên 1960, đây là một làng nhỏ, năm 1950, dân số đã đạt 6.392 người. Đến thời điểm ngày 1 tháng 3 năm 2007, dân số là 118.483 người, là trung tâm dân số lớn thứ 3 tỉnh Zuid-Holland, sau Rotterdam và Den Hag.
Tên gọi "Zoetermeer" ("Hồ ngọt") theo tên hồ nước ngọt cũ ở nơi ngày nay thành phố này đang toạ lạc.

## Thành phố kết nghĩa
- Nitra, Slovakia
- Jinotega, Nicaragua
- Hạ Môn, Phúc Kiến, Cộng hoà Nhân dân Trung Hoa